# Hird (organizacja)
Hird (Rikshird) – norweska paramilitarna formacja podporządkowana faszystowskiej partii Nasjonal Samling Vidkuna Quislinga.

## Zarys historyczny
Hird został powołany w 1933 r. jako organiczna część Nasjonal Samling. Tworzyli go ochotnicy – członkowie NS w wieku między 18 i 45 lat. Był on wzorowany na hitlerowskim SA. Szefem Hird przez cały czas był V. Quisling jako przywódca NS. W okresie międzywojennym formacja liczyła zaledwie ok. 500 ludzi. Jej liczebność znacznie wzrosła po zajęciu Norwegii przez Niemców w kwietniu 1940 r., a zwłaszcza kiedy w 1943 r. V. Quisling został mianowany premierem rządu kolaboracyjnego. W marcu 1941 r. Hird otrzymał uprawnienia policyjne. Rok później spośród jego członków została sformowana pierwsza uzbrojona jednostka pod nazwą Bojowy Batalion Hird. W późniejszym okresie weszła ona w skład Gwardii Fabrycznej Hird. W sierpniu 1943 r. postanowieniem V. Quislinga Hird wraz z Førergarden, norweskim SS i norweską policją utworzył norweskie siły zbrojne. Jednocześnie członkostwo w Hird stało się obowiązkowe.

## Organizacja
Służba w Hird trwała kilka razy w tygodniu z wyjątkiem 2 regularnych formacji – Gwardii Fabrycznej Hird i Førergarden, których członkowie pełnili stałą służbę. Hird był podzielony na  siedem oddziałów w sile pułku oraz samodzielne jednostki. Były to:
- 1. Pułk Viken w Oslo,
- 2. Pułk Eidsivating w regionie Opland i Hedemark,
- 3. Pułk Hafrsfjord w południowej Norwegii,
- 4. Pułk Gulating w regionie Bergen,
- 5. Pułk Frostating w regionie Trondelag,
- 6. Pułk Haalogaland w północnej Norwegii,
- 7. Pułk Viking w regionie Wielkie Oslo.

W miejscowości Odnes istniała szkoła oficerska Hird; od 1943 r. co roku opuszczało ją 300 absolwentów. Kadrę instruktorską tworzyli b. członkowie Den Norske Legion.
W skład Hird wchodziły następujące formacje:
- Førergarden – ochrona osobista V. Quislinga, liczyła ponad 150 ludzi,
- Hirdens Flykorps – lotnicza sekcja Hird, utworzona w marcu 1942 r., wysyłała ochotników do niemieckiego Luftwaffe,
- Hirdmarinen – morska sekcja Hird, utworzona w maju 1942 r., wysyłała ochotników do Kriegsmarine,
- Hirdens Alarmenheter – utworzona w 1942 r., składała się z członków Hird, którzy pełnili zadania ochronne i pomocnicze wobec policji, operacyjnie podlegała zwierzchnictwu wyższego dowódcy SS i policji w Norwegii, ale nie mogła być użyta bez zgody V. Quislinga,
- Hirdens Bedriftsvern – utworzona w 1942 r., jej kadrę tworzyli b. członkowie Den Norske Legion, używana do ochrony zakładów pracujących dla Niemców.

Hird dzielił się na następujące jednostki: najmniejszym oddziałem były Laget (10 – 12 ludzi), dalej kolejno szły Troppen (3 Laget), Sveiten (powyżej 4 Troppen), Fylkingen, Regimentet, Hirdfordelingen i Rikshirdstaben; największymi jednostkami były Hirdsjefen. Na czele całego Hird stał NS Fører.
Członkowie Hird nosili ciemnoniebieskie bluzy i spodnie, brązowe koszule, czarne krawaty oraz niebieskie czapki narciarskie. Przez koszulę mieli przewieszony pasek i rzemyk. Na lewym ramieniu bluzy znajdował się emblemat Hird.